# Nowe Miasto nad Pilicą
Nowe Miasto nad Pilicą – miasto w Polsce, w województwie mazowieckim, w powiecie grójeckim, położone w Dolinie Białobrzeskiej, nad rzeką Pilicą, siedziba gminy miejsko-wiejskiej Nowe Miasto nad Pilicą. W latach 1975–1998 miasto administracyjnie należało do woj. radomskiego, wcześniej do woj. łódzkiego.
Według danych Głównego Urzędu Statystycznego 2024 roku miasto miało 3475 mieszkańców.
W obecnych granicach miasta położone jest lotnisko Nowe Miasto nad Pilicą, na terenie którego do roku 2010 miało powstać miasteczko filmowe.
Nowe Miasto nad Pilicą leży w dawnej ziemi rawskiej na historycznym Mazowszu, w czasach I Rzeczypospolitej położone było w powiecie bielskim województwa rawskiego.

## Historia

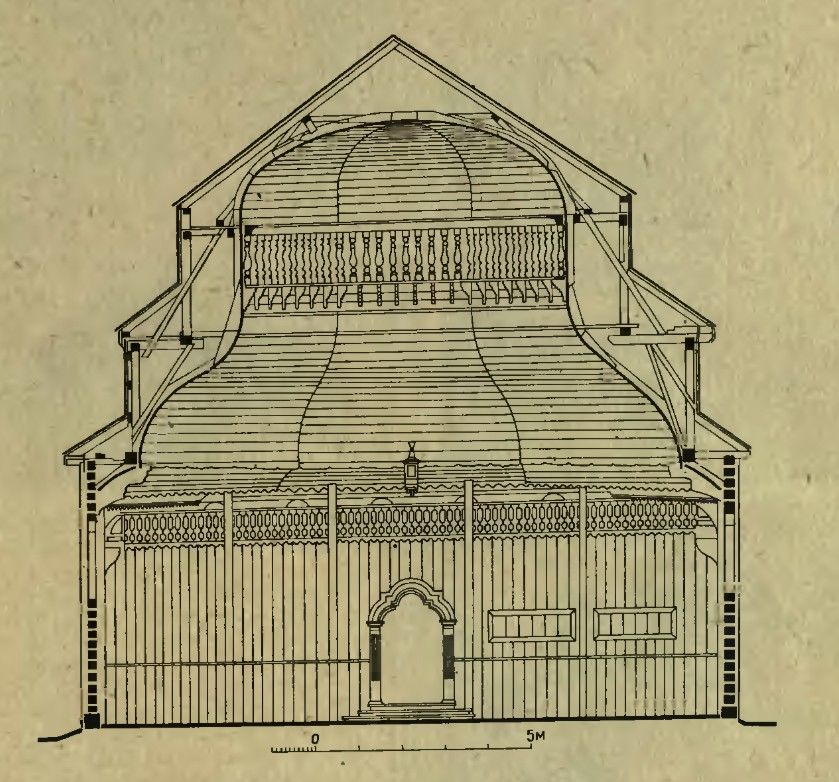
Przekrój przez nieistniejącą obecnie synagogę w Nowym Mieście nad Pilicą

Nowe Miasto nad Pilicą zostało utworzone z wcześniej istniejącej wsi o nazwie Góra (obecnie wieś została ulicą o tej samej nazwie) oraz z części gruntów wsi o nazwie Pobiedna. Znaleziono tu także wiele pozostałości osad neolitycznych i kości mamuta włochatego. W 1400 otrzymało prawa miejskie i obecną nazwę. Było własnością szlachty herbu Rawicz, która przyjęła nazwisko Nowomiejskich jeszcze w XVI w. Nowe Miasto nad Pilicą leżało przy szlakach handlowych łączących Toruń ze Lwowem i Warszawę z Krakowem, pełniło rolę punktu etapowego dla kupców. Znacznie zniszczone w czasie wojen szwedzkich w XVII w. Od pocz. XIX w. intensywny rozwój włókiennictwa, który zahamował wielki pożar miasta w 1843.
Od 1873 przez następne 40 lat funkcjonowało tu uzdrowisko (pierwszy dziewiętnastowieczny Zakład Przyrodoleczniczy w Królestwie Polskim, znany i ceniony w Europie) doktora Jana Bielińskiego, które przyciągało wybitne postacie polskiej kultury i polityki. W 1870 utraciło prawa miejskie.
W Nowym Mieście funkcjonuje także znany klasztor kapucynów. Na przełomie XIX/XX w. przebywał w nim bł. o. Honorat Koźmiński (1829–1916), tutaj też zmarł i spoczywa w klasztornej świątyni. W muzeum przy klasztorze znajdują się jego rzeczy codziennego użytku, pióro, kosmyk włosów, inne relikwie i szaty. Od 1997 roku o. Honorat Koźmiński jest patronem miasta.
W 1916 Nowe Miasto nad Pilicą odzyskało prawa miejskie, a od 1924 uzyskało połączenie koleją wąskotorową z Warszawą przez Grójec (Grójecka Kolej Dojazdowa).

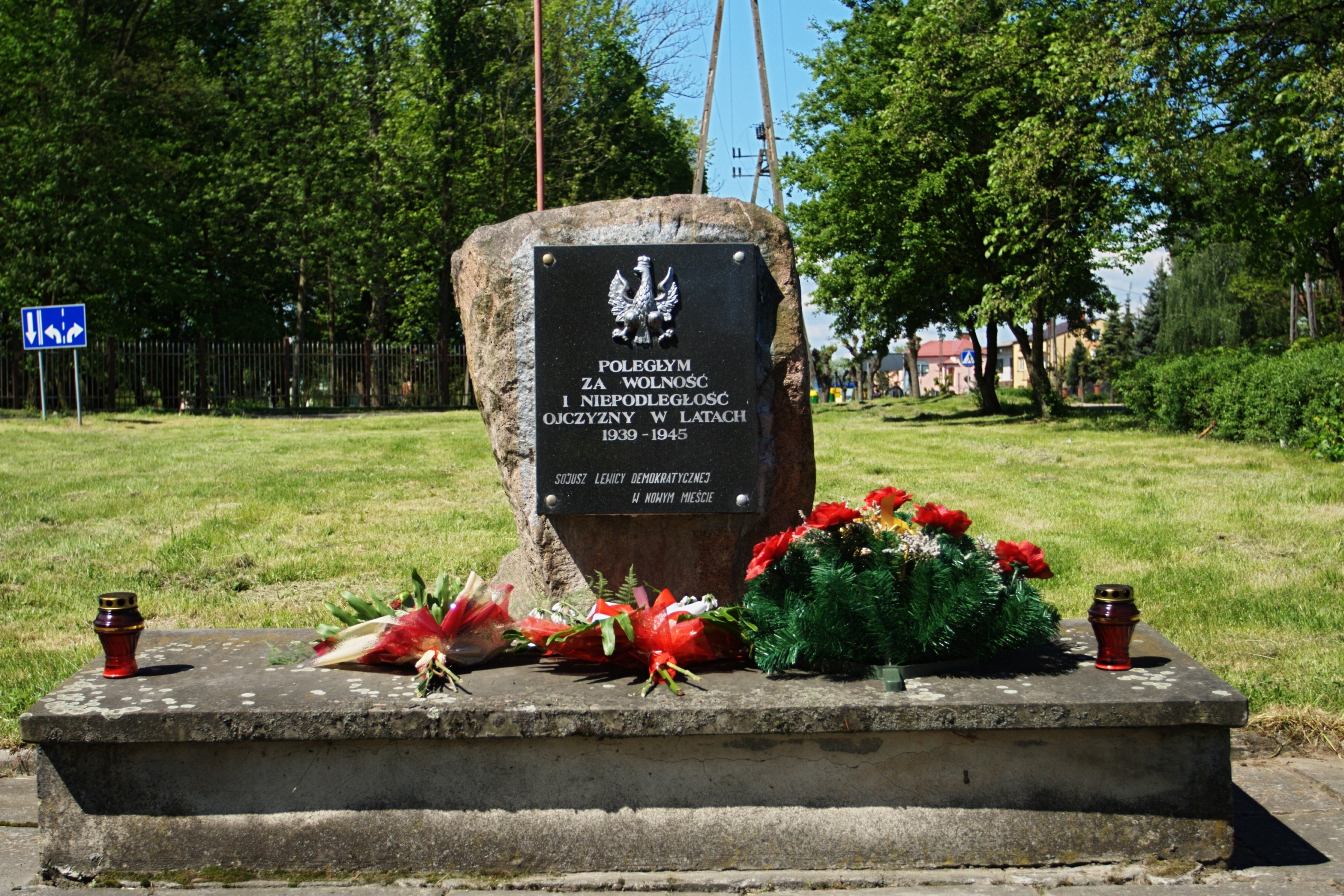
Pomnik Poległym za wolność i niepodległość ojczyzny w latach 1939–1945

W okresie II wojny światowej w Nowym Mieście funkcjonowały lokalne struktury Armii Krajowej i Batalionów Chłopskich. Armia Czerwona dotarła do Nowego Miasta wieczorem 16 stycznia, a ostatecznie je zajęła rano 17 stycznia 1945 r.
Podczas okupacji hitlerowskiej, w styczniu 1941 roku Niemcy utworzyli getto dla żydowskich mieszkańców. Przebywało w nim około 3700 Żydów. W sierpniu 1942 zostali wywiezieni do obozu zagłady Treblinka II i tam zamordowani.
Do 1954 roku siedziba wiejskiej gminy Góra.
13 maja 1958 r. przez miasto przeszedł huragan (być może trąba powietrzna), który spowodował znaczne szkody w mieście i okolicach (m.in. wywrócił autobus, raniąc przy tym 9 osób).
12 października 2010 na wiodącej przez miasto szosie doszło do tragicznego wypadku drogowego. W wyniku zderzenia samochodu wiozącego pracowników sezonowych z ciężarówką zginęło 18 osób, mieszkańców położonej na południe od Nowego Miasta gminy Drzewica.
Z Nowym Miastem jest związany senator RP dr Stanisław Karczewski. W Nowym Mieście nad Pilicą urodzili się: Edward Lipiński, ekonomista, opozycjonista czasów PRL-u; Kazimierz Gawęda, aktor Teatru Żydowskiego oraz wieloletni wykładowca dykcji w warszawskiej PWST.
W pobliskiej wsi Gostomia w 1899 roku urodził się polski lekarz, od 1952 docent Akademii Medycznej w Warszawie, polityk Franciszek Litwin, który w latach 1945–1947 był ministrem zdrowia w rządach Edwarda Osóbki-Morawskiego. Między innymi za jego wstawiennictwem wybudowano w Nowym Mieście nad Pilicą szpital.
13 czerwca 2007 roku podpisano zobowiązanie o budowie do końca 2009 roku miasteczka filmowego z 10 halami produkcyjnymi w Nowym Mieście nad Pilicą. Koszt budowy miał wynieść około 100 milionów euro. O projekcie na spotkaniu z dziennikarzami mówili: Agnieszka Odorowicz, dyrektor Polskiego Instytutu Sztuki Filmowej, były premier Jarosław Kaczyński, Jacek Bromski, prezes Stowarzyszenia Filmowców Polskich, były Minister Kultury i Dziedzictwa Narodowego Kazimierz Michał Ujazdowski oraz był Minister Obrony Narodowej Aleksander Szczygło. W miasteczku planowano wybudowanie Zakładu Budowy Dekoracji, stajni, obiektu dla małych zwierząt, szklarni, wypożyczalni kostiumów, broni, pojazdów, rekwizytów i studia castingowe. Całość projektu miała osiągnąć powierzchnię 467 ha. Projekt ostatecznie nie został zrealizowany.

## Demografia
Nowe Miasto nad Pilicą – liczba ludności miasta w wybranych latach
Na podstawie danych z Głównego Urzędu Statystycznego w Nowym Mieście zanotowano najwyższy spośród miast w Polsce procentowy spadek liczby ludności pomiędzy rokiem 2000 a 2001 – aż o 6,36%. Natomiast w okresie wieloletnim, pomiędzy rokiem 1995 a 2007, dwunasty największy spadek ludności spośród miast w Polsce – aż o 15,19%. Było to spowodowane rozwiązaniem i zamknięciem działalności Jednostki Wojskowej nr 1540.

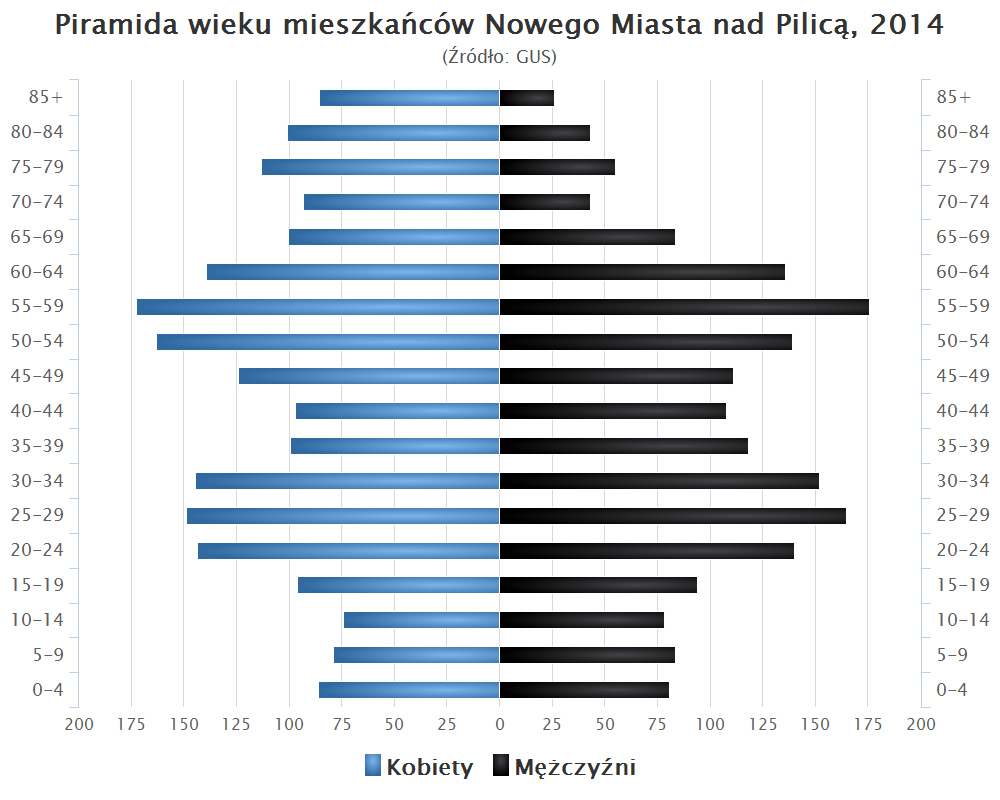
Piramida wieku mieszkańców Nowego Miasta nad Pilicą w 2014 roku

## Burmistrzowie Nowego Miasta nad Pilicą
- Celina Gulina (1990-1991)
- Tadeusz Majewski (1991-1998)
- Jerzy Markiewicz (1998–2006)
- Barbara Gąsiorowska (2006–2014; od 2024[16])
- Mariusz Dziuba (2014-2024)

## Transport

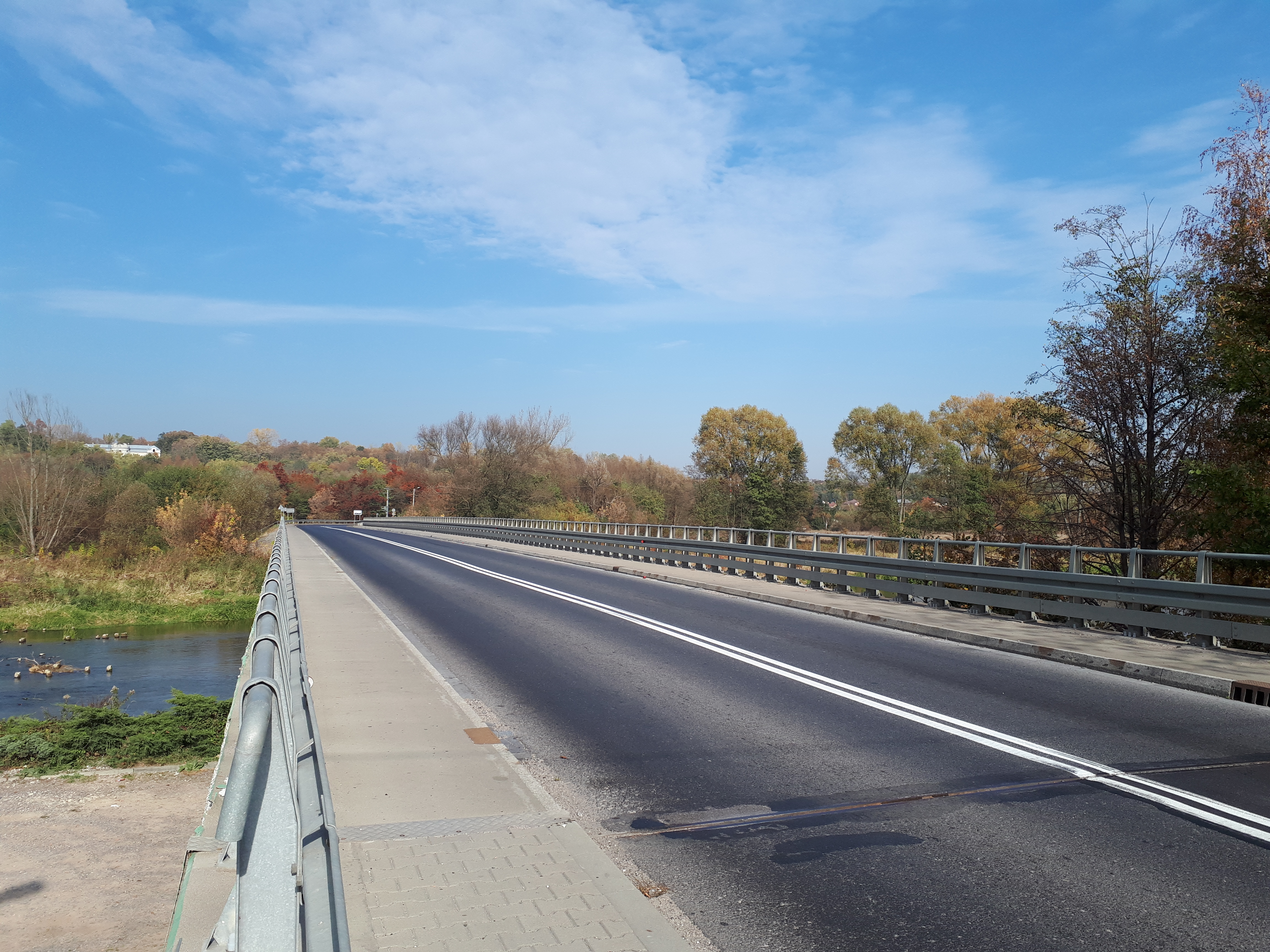
Droga wojewódzka nr 728 przy wjeździe do Nowego Miasta nad Pilicą

W mieście swój początek ma droga wojewódzka nr 707 do Skierniewic. Przez miasto przebiega droga wojewódzka nr 728 relacji Grójec – Jędrzejów. Na terenie miasta znajduje się nieczynne lotnisko wojskowe. Znajduje się tu również nieczynna stacja kolei wąskotorowej.

## Architektura

### Zabytki
Zabytki chronione prawnie:
- kościół Opieki MB Bolesnej, 1856, nr rej.: 550/A/97 z 15.12.1997
- zespół klasztorny kapucynów z 2. połowy XVIII w., obejmujący kościół pw. św. Kazimierza (1780–1785, 1815 poświęcony), nr rej. 263/A z 27.12.1967 oraz 92/A z 15.03.1981 i klasztor – nr rej. 776/A z 27.12.1967 oraz 91/A z 15.03.1981
- zespół pałacowy, XVIII-XX: obejmujący pałac[17], nr rej. 421-XI-16 z 1948, 264 z 27.12.1967 oraz 119/A z 07.07.1981 i park, nr rej. 191-XI-5 z 1948, 778 z 27.12.1967 oraz 551/A z 12.02.1998
- drewniany dom przy pl. Koźmińskiego 15, z 1. połowy XIX wieku
- dworzec Grójeckiej Kolei Dojazdowej
- cmentarz rzymskokatolicki

## Turystyka
Miasto posiada na swojej stronie internetowej zbiór baz wypoczynkowych.
Bardzo popularną formą turystyki w mieście są spływ kajakowe. Przepływająca przez gminę rzeka Pilica jest najdłuższym lewym dopływem Wisły, jej długość wynosi 319 km.
Nowe Miasto nad Pilicą położone jest przy dolnym odcinku Pilicy. Ta część rzeki odznacza się asymetrią doliny. Dno doliny jest podmokłe z licznymi starorzeczami. Szerokość koryta rzeki dochodzi do 100 m, stanowi więc idealne miejsce dla spływów kajakowych. Wiele osób korzysta z tego rodzaju spędzania wolnego czasu ze względu na otoczenie przez las i malownicze łąki samej rzeki.
W mieście, przy placu Koźmińskiego 1/2 funkcjonuje niewielkie Muzeum Regionalne.

## Religia
- Kościół rzymskokatolicki (dekanat Nowe Miasto nad Pilicą):
  - parafia Opieki Matki Bożej Bolesnej (kościół Opieki Matki Bożej Bolesnej)
- Świadkowie Jehowy:
  - zbór Nowe Miasto n. Pilicą (Sala Królestwa ul. Mostowa 27)[21].

## Sport i rekreacja
W mieście działa klub piłkarski KS Pilica Nowe Miasto nad Pilicą. Od sezonu 2012/2013 występuje on w rozgrywkach radomskiej Ligi Okręgowej, ale w czasach świetności grał nawet w III lidze (obecna II liga). Było to w sezonie 1992/1993 w Grupie Lublin.
W drugiej połowie 2008 roku częściowo przebudowano stadion miejski. Całkowity remont zakończył się w 2011. Inauguracyjny mecz odbył się 22 maja 2011 roku. Obecnie stadion liczy 592 miejsca siedzące.
W kwietniu 2024 roku otwarto Park Nadpiliczny. Na jego terenie znajduje się górka saneczkowa, plaża skatepark, place zabaw oraz amfiteatr. Zmodernizowano również drogę dojazdową jak i całą infrastrukturę rekreacyjną.